# (19126) Ottohahn
(19126) Ottohahn (1987 QW) – planetoida z pasa głównego asteroid okrążająca Słońce w ciągu 4,04 lat w średniej odległości 2,54 j.a. Odkryta 22 sierpnia 1987 roku.